# LinuxBoot
LinuxBoot è un progetto che mira a sostituire la maggior parte dei moduli Driver Execution Environment (DXE) nel firmware Unified Extensible Firmware Interface (UEFI) con il kernel Linux. Per poter essere avviato, LinuxBoot richiede un software di inizializzazione hardware che potrebbe essere Pre-EFI Initialization (PEI) di UEFI, coreboot o U-Boot.
LinuxBoot può avviare Linux tramite la syscall kexec ma è anche in grado di avviare Windows utilizzando un metodo alternativo.

## Storia
Originariamente, il progetto è stato avviato da Google sotto il nome di NERF (Non-Extensible Reduced Firmware). NERF puntava a sostituire gran parte del firmware proprietario dei server con un sistema basato su Linux. L'idea era quella di utilizzare un kernel Linux semplificato per inizializzare l'hardware e gestire le prime fasi di avvio del sistema. Il progetto è stato suddiviso successivamente in LinuxBoot (che contiene il bootblock e il kernel) e u-root, che contiene l'applicazione userland.
Nel 2018, LinuxBoot, è diventato un progetto ufficiale della Linux Foundation.

## Supporto hardware
Attualmente, il supporto EFI di LinuxBoot è limitato ad alcuni server:
- Dell R630
- Open Compute Project Winterfell, Leopard, Monolake e Tioga Pass
- Intel S2600WF

In linea teoria, LinuxBoot, è disponibile anche per tutte le schede madri supportate dal progetto coreboot, che include anche OCP Monolake.  Nella pratica però il supporto è limitato a causa dei vincoli derivati dalle dimensioni della memoria flash disponibile su di esse.